# يائير جيان
يائير جيان (بالإسبانية: Yair Jaén)‏ هو لاعب كرة قدم بنمي، ولد في 16 مارس 1997 في مدينة بنما في بنما.

## وصلات خارجية
- يائير جيان على موقع قاعدة بيانات كرة القدم.إي يو (الإنجليزية)
- يائير جيان على موقع Soccerway.com (الإنجليزية)